# Sidymella trapezia
Sidymella trapezia är en spindelart som först beskrevs av Ludwig Carl Christian Koch 1874.  Sidymella trapezia ingår i släktet Sidymella och familjen krabbspindlar. Inga underarter finns listade i Catalogue of Life.